# La Secte des morts-vivants
Pour plus de détails, voir Fiche technique et Distribution.
La Secte des morts-vivants (titre original : The Devil's Men) ou (Land of Minotaur aux États-Unis) est un film d'horreur britannique de 1976 réalisé par Kostas Karagiannis (el). Peter Cushing en est l'un des acteurs principaux. 

## Synopsis
Après la disparition de jeunes archéologues en Grèce, un prêtre irlandais et un détective privé enquêtent sur les agissements d’une secte.

## Fiche technique
- Titre : La Secte des morts-vivants
- Titre original : The Devil's Men
- Réalisateur : Kostas Karagiannis (el)
- Scénario : Arthur Rowe
- Producteur : Frixos Constantine
- Sociétés de production : Cosmopolis film, Bruxelles - Rex International Distribution, France
- Production : Pantelis Filippides
- Directeur de production : Nick Morrison
- Producteur associé : Herbert B. Luft
- Musique : Brian Eno
- Effets spéciaux : Zoran Perisic (de)
- Photographie : Aris Stavrou
- Montage : Barry Reynolds, Emlyn Williams
- Costumes : Petros Capourallis
- Printing : Kay Labs London England
- Pays d'origine : Royaume-Uni, Grèce, États-Unis
- Format : Couleurs
- Filmé en Grèce
- Genre : Horreur, fantastique
- Durée : 95 minutes
- Date de sortie : 13 août 1976

## Distribution
- Donald Pleasence : le Père Roche
- Peter Cushing : le Baron Corofax
- Kostas Karagiorgis (el) sous le nom de Costas Skouras : Milo Kaye
- Luan Peters : Laurie Gordon
- Dimitris Bislanis (el) sous le nom de Fernando Bislamis : le Sergent Vendris
- George Venlis : Max
- Vanna Reville : Beth
- Nikos Verlekis : Ian
- Robert Behling sous le nom de Bob Behling : Tom Gifford
- Anna Matzourani : Mrs. Mikaelis
- Christina : la fille de l'épicier
- Anestis Vlahos : le commerçant
- George Vevus : le chauffeur
- Jane Lyle : la fiancée de Milo
- Meira : la serveuse
- Jessica Dublin : Mme Zogros
- Efi Cosma : la première victime (fille)
- Lambrinos : la première victime (garçon)